# 程軏
程軏（1501年—1575年），字信甫，号古川，山東東昌府臨清州人，民籍，明朝政治人物。

## 生平
嘉靖十年（1531年）辛卯科山東鄉試第七十五名舉人。嘉靖十七年（1538年）中式戊戌科會試第二百十七名，登第三甲第六十七名進士。授行人司行人，連丁父母喪制，二十三年甲辰服阕，赴京谒选，二十四年十二月选授湖广道试监察御史，二十五年九月實授，二十七年巡按山西宣大，二十九年巡按陕西，三十一年十月升江西按察司副使，三十四年晋山西布政司右参政，分守冀南，三十六年擢升陕西按察使，累升陕西左布政使，嘉靖三十九年（1560年）四月升任都察院右副都御史、巡抚陕西，次年闰五月晋兵部右侍郎、总督陕西三边，十二月因陕西被虏失事罪，被劾罢閑住。萬曆三年卒，得年七十五。

## 家族
曾祖程思忠；祖父程源；父程瑛，壽官。母趙氏。具庆下。兄程輗（七品散官）。弟程輅（监生）。